# Tadamichi Kuribayashi
Tadamichi Kuribayashi (jap. 栗林 忠道 Kuribayashi Tadamichi; ur. 7 lipca 1891 w prefekturze Nagano, zm. ok. 22 marca 1945 na Iwo Jimie) – japoński generał odpowiedzialny za obronę wyspy Iwo Jima (Iō-jima).

## Zarys biografii
W czerwcu 1944, podczas osobistej audiencji u cesarza Hirohito, przykazano mu bronić Iō-jimy bez względu na cenę. Niewielka wyspa wulkaniczna uległa dopiero w drugiej połowie marca 1945 roku (desant miał miejsce w połowie lutego), za cenę dużych strat wojsk amerykańskich (ogólnie wraz z rannymi przewyższających straty japońskie, co było rzadkością w warunkach późnej wojny na Pacyfiku). Stało się tak, gdyż Kuribayashi wraz ze swoim sztabem umiejętnie zaplanował i zorganizował obronę, a swoim ludziom m.in. zabronił popełniania normalnych w Armii Cesarskiej i często masowych, honorowych samobójstw w obliczu klęski (a przynajmniej do czasu, aż zabiją po 10 Amerykanów każdy) i dokonywania tzw. szarż banzai, które zwykle kończyły się rzezią Japończyków (zamiast tego, podejścia do nieprzyjaciela miały być przeprowadzane skrycie).
Większość spośród japońskich obrońców zginęła w walce, a wraz z nimi sam Kuribayashi, który najprawdopodobniej z samurajskim mieczem w dłoni osobiście poprowadził ostatni kontratak (w starciu tym zginęło 300 spośród ostatnich obrońców oraz 100 Amerykanów). Wcześniej zdjął dystynkcje, aby walczyć jako zwykły żołnierz i jako taki, nierozpoznany, pochowany został we wspólnym grobie wśród swoich ludzi (w bitwie zginęło ponad 21 000 żołnierzy japońskich).
W 1967 został pośmiertnie odznaczony Wielką Wstęgą Orderu Wschodzącego Słońca.

### Rodzina
Miał żonę o imieniu Yoshi, którą poślubił 8 grudnia 1923. Para miała troje dzieci: syna – Tarō oraz dwie córki – Yoko i Takako.

## Pamięć
Częściowo na podstawie listów generała do rodziny, w 2006 powstał amerykański dramat wojenny pt. Listy z Iwo Jimy. W postać Kuribayashiego wcielił się japoński aktor Ken Watanabe.